# Gool Nasikwala
Gool Nasikwala ist eine ehemalige indische Tischtennisspielerin, die 1952 Asienmeisterin wurde.
Gool Nasikwala wurde 1952 für die Weltmeisterschaft in Bombay nominiert. Dabei kam sie mit der indischen Damenmannschaft auf Platz sieben, im Einzel verlor sie in der Runde der letzten 16 gegen Rosalind Rowe. Im gleichen Jahr wurden in Singapur erstmals die Asienmeisterschaften durchgeführt, wo sie den Titel im Einzel, im Doppel mit Yoshiko Tanaka und im Mixed mit ihrem Landsmann Kalyanpur Jayant gewann.

## Turnierergebnisse
| Verband | Veranstaltung           | Jahr | Ort      | Land | Einzel    | Doppel    | Mixed     | Team |
| ------- | ----------------------- | ---- | -------- | ---- | --------- | --------- | --------- | ---- |
| IND     | Asienmeisterschaft TTFA | 1952 | Singapur | SIN  | Gold      | Gold      | Gold      |      |
| IND     | Weltmeisterschaft       | 1952 | Bombay   | IND  | letzte 16 | letzte 16 | letzte 32 | 7    |